# Ittihad Al Shorta
Ne pas confondre avec le Al Shorta Damas et Al-Shorta Sports Club.
Maillots
Actualités
L'Ittihad El Shorta Sporting Club (en arabe : نادي إتحاد الشرطة الرياضي), plus couramment abrégé en Ittihad El Shorta, est un club égyptien de football fondé en 1980 et basé au Caire, Le club est lié à la police égyptienne.
Il évolue en troisième division.

## Identité du club

### Logos
Les couleurs de Ittihad El Shorta sont le Bleu et le Blanc. Les couleurs classiques de la Police.

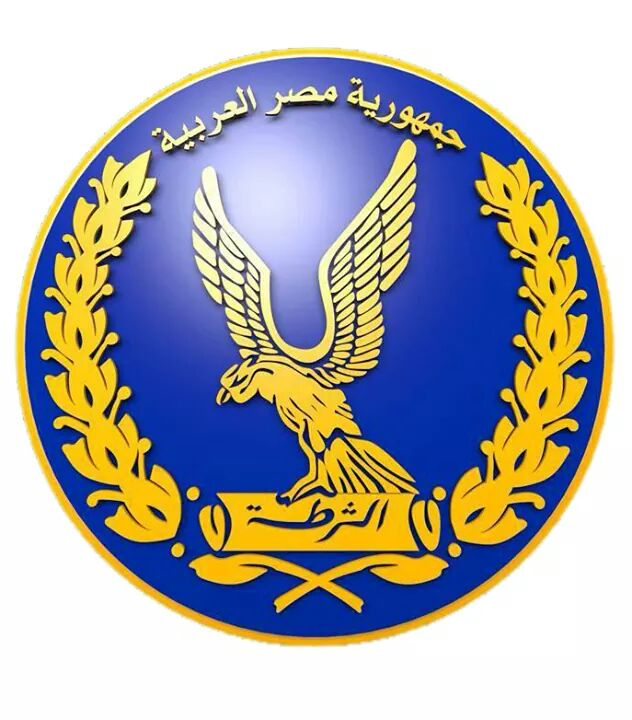
Ancien logo
Logo actuel

## Palmarès
- Néant